# 鄭文傑 (1988年)
鄭文傑（英語：Cheng Man Kit, Kenneth；1988年4月7日—），香港馬術運動員，畢業於香港大學會計及財務系。

## 個人簡歷
鄭文傑的父母均為馬術運動員，父親鄭啟明曾於漢城亞運會马术团体赛中夺得第四名；母親鄔雲拿曾連續兩屆奪得全國现代五项赛冠军。鄭文傑在4歲就跟隨雙親習騎，他承認初時不太喜歡馬術，但15歲起在不少比賽取得佳績而漸漸愛上馬術運動。鄭文傑在沙田書院接受教育，週末前往香港賽馬會轄下的雙魚河鄉村會所習騎，每逢暑假則往歐洲受訓。
鄭文傑曾夥拍退役賽駒「建福星」在雙魚河兩度勝出世界盃資格賽，因而備受注目。鄭啟明為了支持兒子，不惜花上百萬港元於德國購入良駒給鄭文傑參加2006年舉行的多哈亞運會。鄭文傑先後於2005年於亞洲障礙挑戰賽B組奪得冠軍，2006年國際馬術聯會世界盃馬術障礙賽總決賽取得亞洲經典賽冠軍，並參與多哈亞運會馬術比賽－場地障礙賽，位列19名。他曾在比利時向荷蘭籍騎手Henk Nooren學藝，現時教練為2002年世界冠軍愛爾蘭騎手Dermott Lennon。
2007年11月，鄭文傑獲香港賽馬會贊助2000萬港元購置馬匹「Jockey Club Can Do」參賽，並於2008年5月7日與林子心、林立信及李明華等香港馬術運動員在德國舉行的資格賽，取得2008年夏季奧林匹克運動會馬術比賽的參賽資格。在2008年夏季奧林匹克運動會馬術比賽－個人場地障礙賽兩場初賽，鄭文傑以總罰分27分排名57，無緣晉級決賽。
2009年全運會獲場地障礙賽個人賽銅牌，並在場地障礙賽團體賽中獲得銅牌。

## 火炬手
2006年10月28日，鄭文傑在2006多哈亞運會香港區火炬接力擔任火炬手。在2008年夏季奧林匹克運動會香港區火炬接力，鄭文傑擔任第84號火炬手，策騎馬匹「Audienz」點燃位於沙田馬場的聖火盆。

## 外部連結
- 新聞故事—半年征討逾廿項世界級馬術賽 鄭文傑與戰駒『人馬合一』《頭條日報》2008年7月31日
- 香港賽馬會－鄭文傑簡歷 （页面存档备份，存于）
- 北京2008奧運會－運動員訊息：鄭文傑